# Centro Español de Derechos Reprográficos
El Centro Español de Derechos Reprográficos (CEDRO) es la asociación sin ánimo de lucro de autores y editores de libros, revistas y otras publicaciones, editadas en cualquier medio y soporte, que se encarga de defender y gestionar de forma colectiva sus derechos de propiedad intelectual de tipo patrimonial (reproducción, transformación, comunicación pública y distribución). Fue autorizado para ello en 1988 por el Ministerio de Cultura, al amparo de la Ley de Propiedad Intelectual de España.
Entre las principales funciones de CEDRO se encuentra la recaudación de derechos económicos que genera la utilización de obras protegidas por el Derecho de Autor y su posterior reparto entre sus correspondientes titulares.
En 2022, CEDRO firmó un acuerdo con LaLiga Tech para la persecución de la piratería digital.

## Enlaces
- Página oficial de CEDRO
- Ley de Propiedad Intelectual Española

- Datos: Q5761246